# Национальная библиотека Республики Абхазия
Национальная библиотека Республики Абхазия имени И. Г. Папаскир (абх. И. Г. Папасқьыр ихьӡ зхыу Аԥсны Ахәынқарра амилаҭтә библиотека) — крупнейшая библиотека в Абхазии, носящая имя народного писателя Абхазии Ивана Георгиевича Папаскири (с 1981).

## История
Основана 15 марта 1921 года Отделом народного образования Ревкома Абхазии как Сухумская центральная библиотека. 29 марта того же года открыта читальня в бывшем «архиерейском доме» на улице Свободы в Сухуме. Книжный фонд библиотеки состоял из частных библиотек. В 1922 году преобразована в центральное книгохранилище, которому в 1926 году был присвоен статус Центральной городской библиотеки, которая стала руководить всеми библиотеками ССР Абхазии.

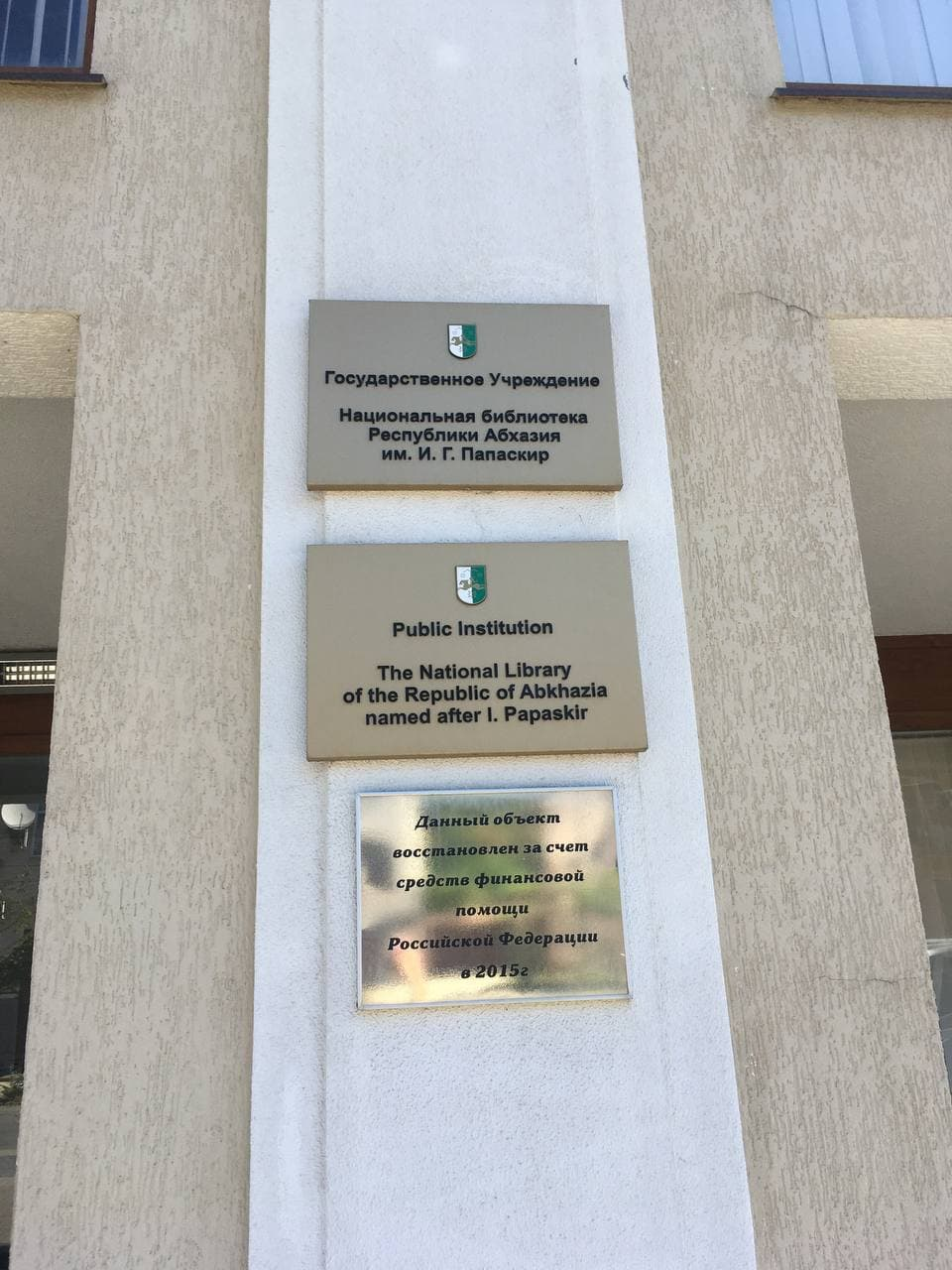

В 1938 году Центральная городская библиотека получила статус Республиканской библиотеки Абхазской АССР.
В 1980 году библиотека переезжает в новое типовое здание, и в 1981 году ей присваивается имя И. Г. Папаскир — первого народного писателя Абхазии, лауреата Республиканской премии им. Гулиа. В 1983 году библиотека становится Республиканской универсальной, научной.
В годы войны 1992—1993 годов здание библиотеки и книжное собрание сильно пострадали от боевых действий. В 1998 году библиотека была переименована в Национальную библиотеку им. И. Г. Папаскир.
С августа 2012 года по сентябрь 2015 года проходил капитальный ремонт здания библиотеки с привлечением инвестиций Российской Федерации. Открытие обновлённой библиотеки состоялось 1 июня 2017 года. В наше время в библиотеке открыто 9 отделов с фондом 307,7 тысячи экземпляров.
В 2017 году открыт Мемориальный музей И.Г. Папаскир

## Директора
- Чолария Борис Шаликович (с 1995 года)

## Галерея

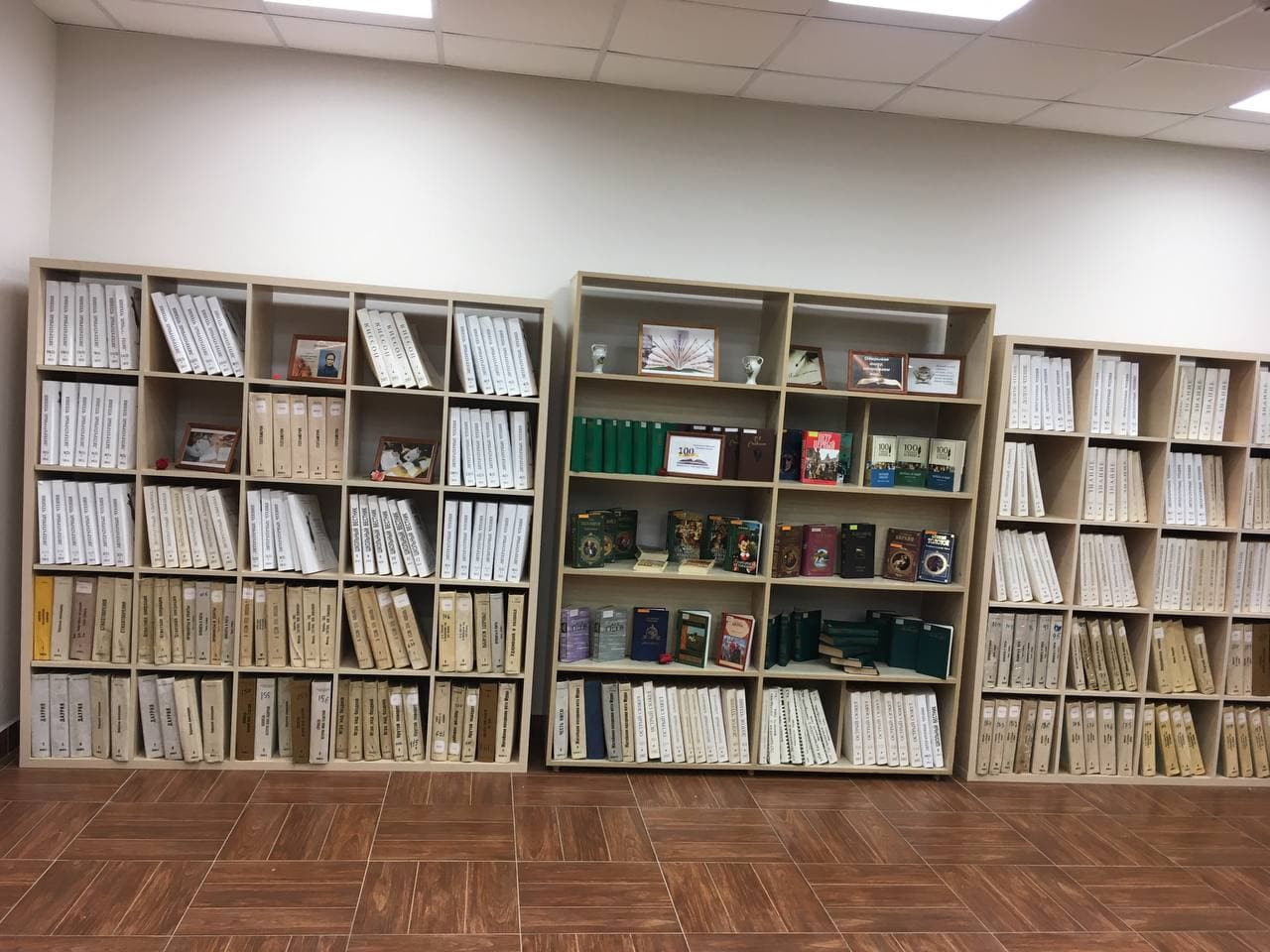
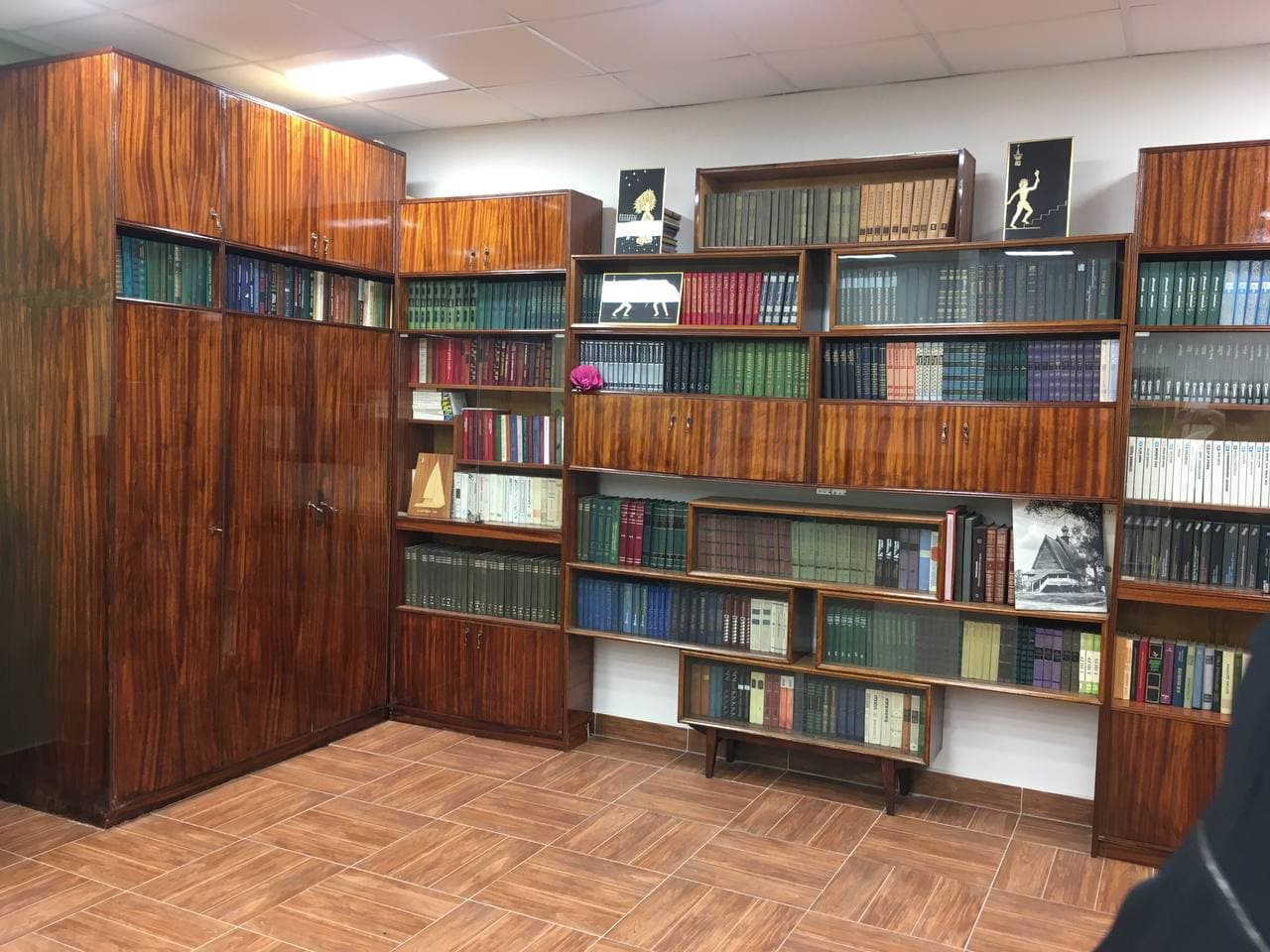
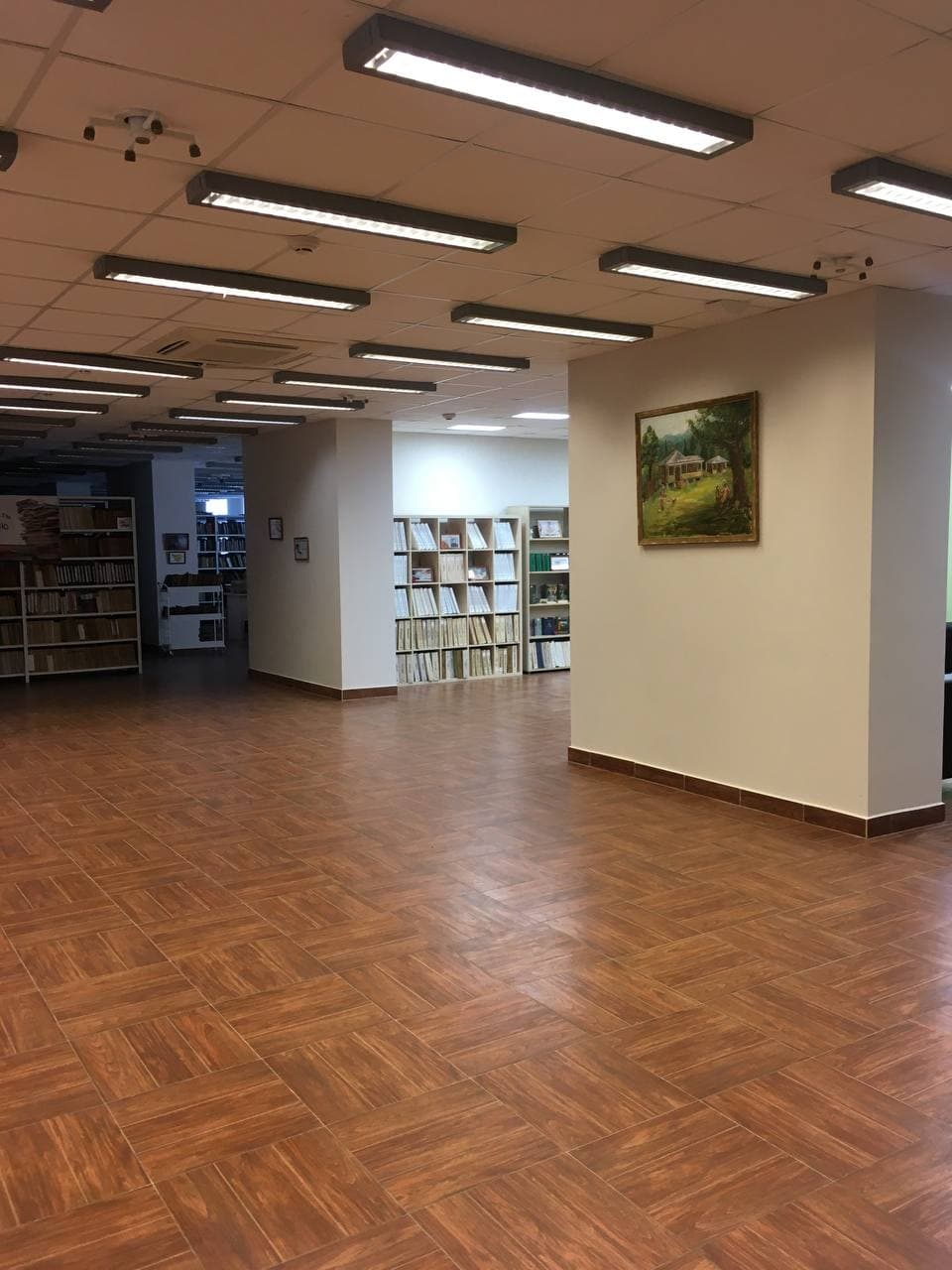
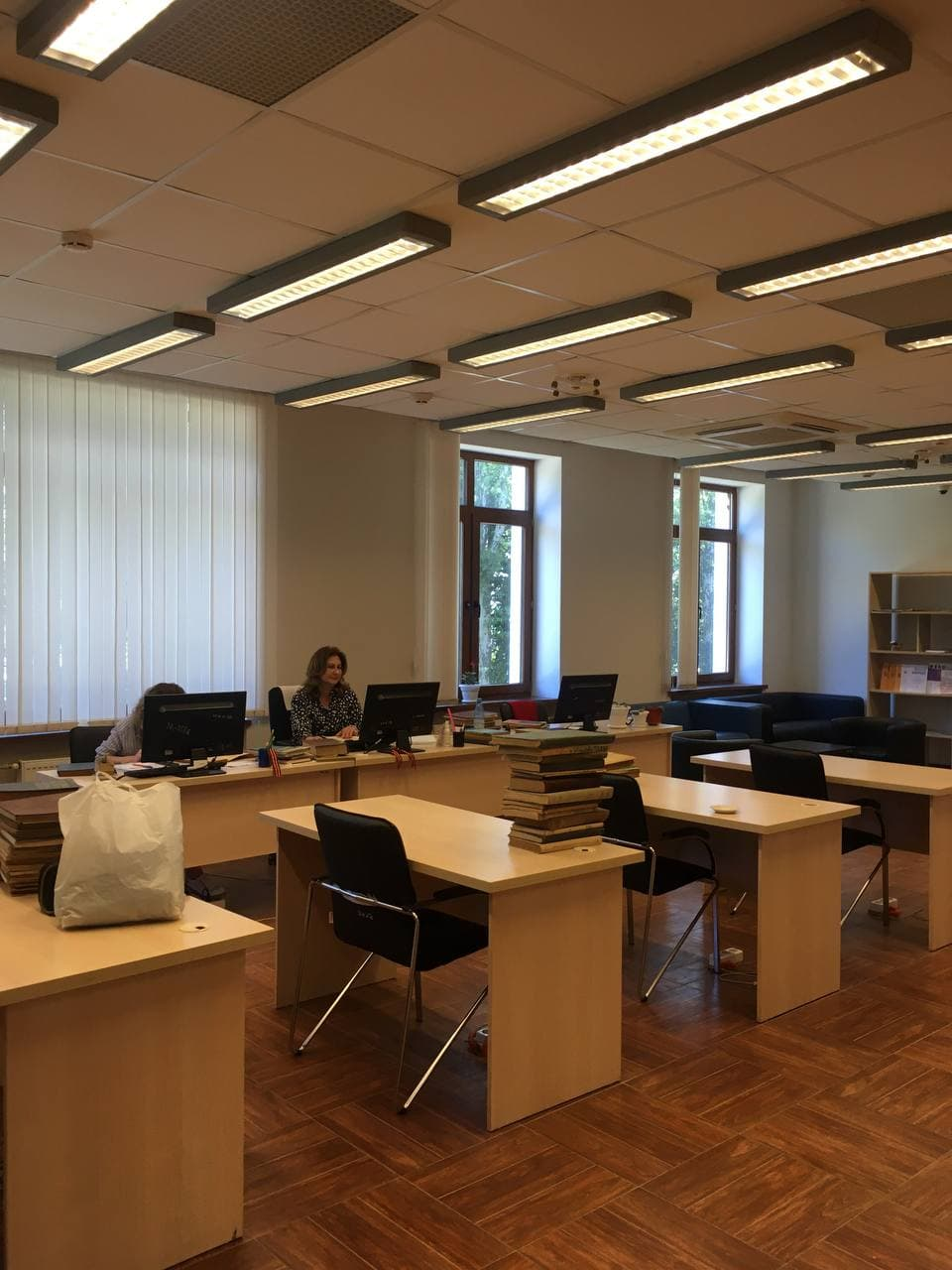
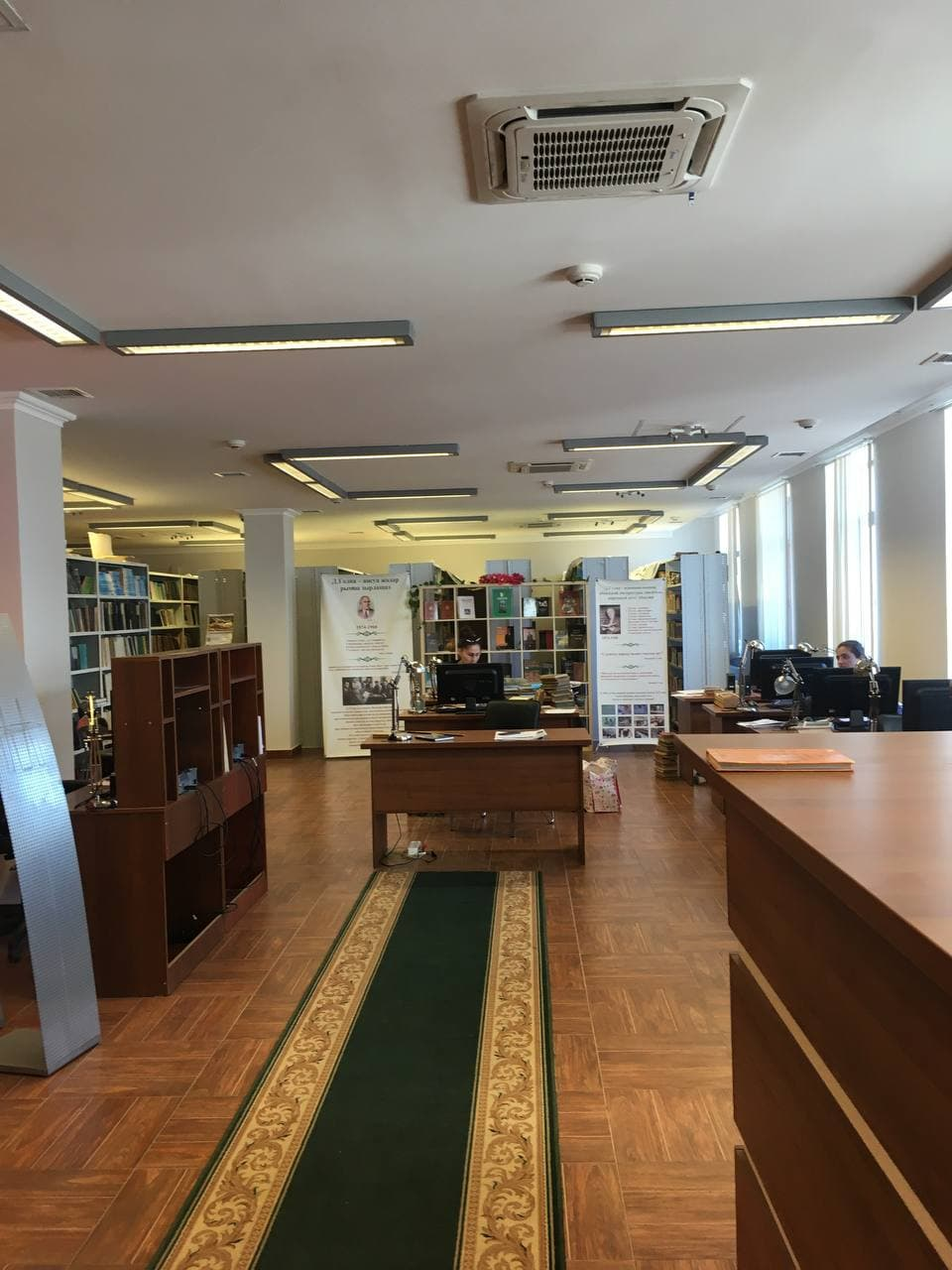
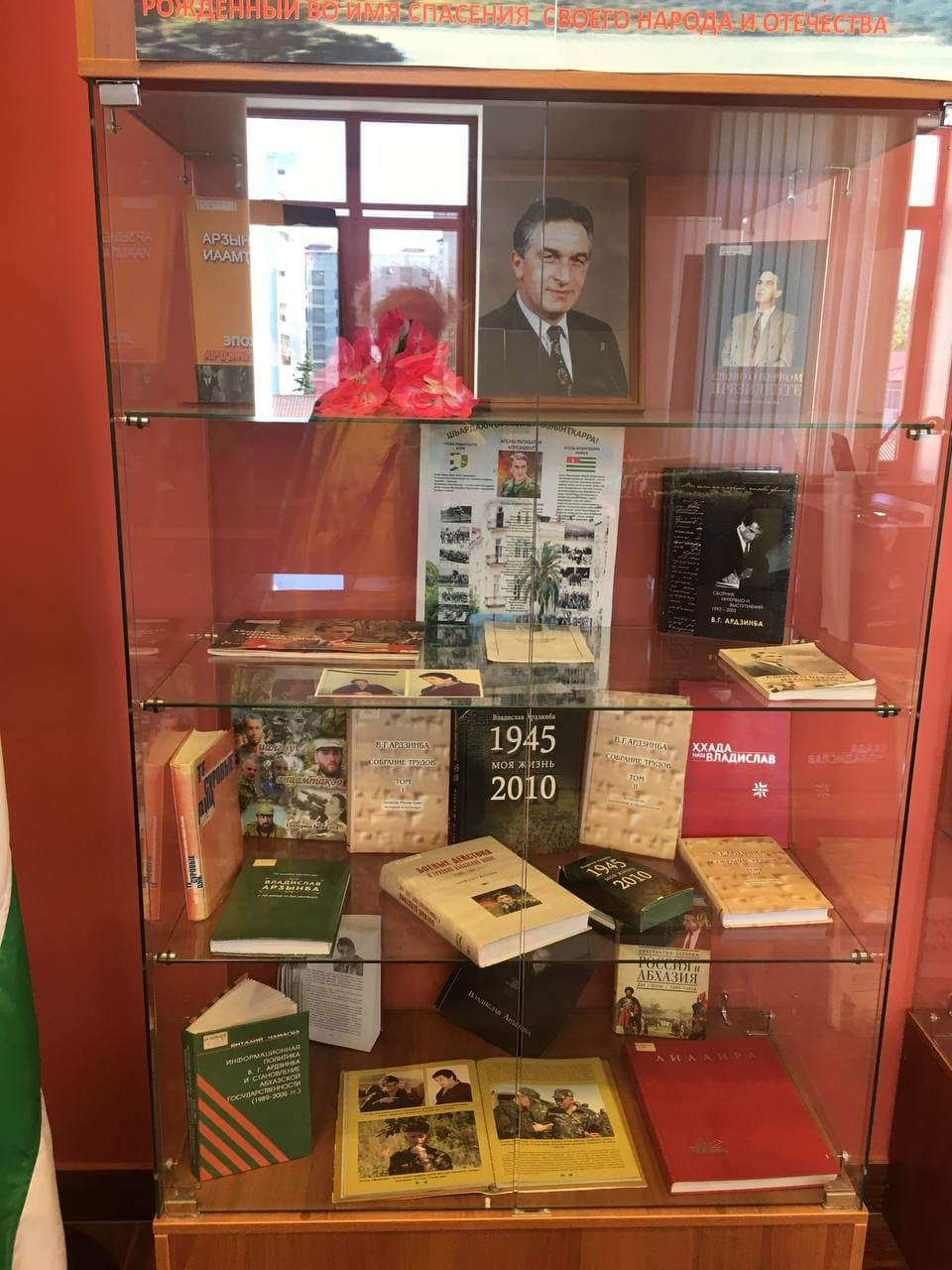